# Maryline Salvetat
Maryline Salvetat (Castres, 11 d'agost de 1974) és una ciclista francesa que s'especialitzà en el ciclocròs.
Va participar tant en ciclisme de carretera com en ciclocròs i BTT. El 2002, 2004 i 2005 es va convertir en campiona nacional francesa de ciclocròs. L'any 2004, també va guanyar la medalla de plata als Campionats d'Europa i del Món de ciclocròs.
El 2007 es proclamà campiona del món i el 2008 va rebre l'Orde Nacional del Mèrit.

## Palmarès en ruta
- 1991
  -  Campiona de França júnior en ruta
- 1992
  -  Campiona de França júnior en ruta
- 1997
  - Vencedora d'una etapa al Tour de l'Alta Viena
- 2006
  - 1a al Trofeu dels escaladors
- 2007
  -  Campiona de França en contrarellotge
  - 1a al Tour del Charente Marítim i vencedora d'una etapa

## Palmarès en ciclocròs
- 2001-2002
  -  Campiona de França en ciclocròs
- 2003-2004
  -  Campiona de França en ciclocròs
- 2004-2005
  -  Campiona de França en ciclocròs
- 2006-2007
  -  Campiona del món en ciclocròs
  -  Campiona de França en ciclocròs
- 2008-2009
  -  Campiona de França en ciclocròs